# Kvinnokonferensen i Paris, 1892
Kvinnokonferensen, eller Congres General des Institutions Feministes var en internationell kongress som ägde rum i Paris i maj 1892. Den är känd i historien för att det var där ordet feminism för första gången togs upp av kvinnorörelsen. 
Kongressen organiserades av de två franska kvinnoföreningarna Federation Francaise des Societes Feministes under Eugenie Potonie-Pierre och Union Universelle des Femmes under Marya Cheliga-Loevy, och gästades av ett flertal andra kvinnoföreningar från både Frankrike och utlandet. Den föregicks av en debatt inom kvinnorörelsen där ordet feminism hade omtalats och man såg ett behov av att förändra dess betydelse. 
Kongressen blev flitigt omskriven i den dåtida franska pressen, vilket gjorde att ordet feminism spreds från Frankrike till Belgien och vidare internationellt som ett ord för kvinnorörelsen. 